# Бессак, Клод де
Клод Дени Бушевилль де Бессак DSO CdeG (фр. Claude Denis Boucherville de Baissac; 28 февраля 1907, Кьюрпайп, Маврикий — 22 декабря 1974, Экс-ан-Прованс, Франция) — французский и британский агент британского Управления специальных операций, организатор разведывательной сети «Scientist» на юго-востоке Франции (с августа 1942 по март 1943) и в Бретани с февраля 1944 года до конца войны, кавалер британского «ордена За выдающиеся заслуги» и французского Ордена Почётного легиона. Его сестра Лиза также была агентом Управления специальных операций.

## Биография

### Семья
Родился 28 февраля 1907 года в Кьюрпайпе, столице Маврикия. Родители: Мари-Луи Марк де Бушевилль Бессак и Мари-Луиза Жанетт Дюпон, земледельцы. Сестра — Лиза де Бессак, агент Управления специальных операций. Брат — Жан бессак, майор Британской армии. Был дважды женат: первой женой была Мэри Кэтрин Герберт (брак с 11 ноября 1944 по 1959 годы), в браке родилась дочь Клодин Папп; второй женой была Колетт Франсуаза Авриль (свадьба состоялась 9 ноября 1964 в Яунде).

### Во время войны
30 июля 1942 Клод и его радист Гарри Пёлеве, участвовавший в боевых действиях во Франции в 1940 году, были сброшены на парашютах с бомбардировщика Halifax у Нима для организации разведывательной сети SCIENTIST, однако высадка прошла неудачно: оба оказались далеко от планируемого места, причём де Бессак сломал лодыжку, а Пелёве получил ещё более тяжёлый перелом ноги и вынужден был вернуться в Англию. В течение следующих месяцев в районе Бордо де Бессак организовал подпольную сеть «Scientist», получив подкрепление от Мориса Бакмастера в лице опытного радиста Роже Ланда (позывной «Станислас», десантирован 2 ноября 1942) и Мэри Герберт, агента УСО (позывной «Клодин», приплыла на лодке 8 ноября 1942). Группа сопротивления участвовала в захвате базы субмарин и серии диверсий в департаменте Ланды. На юго-западе Франции действовала «Гражданская и военная организация» во главе с Андре Гранклеманом, сыном адмирала и сторонником роялистов, который некогда поддерживал Петена и только потом ушёл к партизанам. Общими усилиями с Гранклеманом де Бессак создавал отряды Сопротивления в ближайших департаментах, но сам Гранклеман активных действий не вёл и предпочитал просто формально руководить движением от Пиренеев до Луары, а вскоре и вовсе сбежал к коллаборационистам, за что был казнён британцами.
По свидетельству Пэдди Эшдауна, де Бессак готовился пронести взрывчатку на корабли кригсмарине, стоявшие в нескольких военно-морских базах, и подорвать суда, однако его планы поменялись после завершения операции «Фрэнктон». Предполагается, что при участии де Бессака масштаб взрыва мог быть более крупным. Также де Бессак сотрудничал с Фрэнсисом Саттилом и его сетью «Prosper-Physician» в Париже. В ночь с 17 на 18 марта 1943 Клод вместе с Франсом Антельмом и Франсин Агазарян вернулся в Лондон на самолёте Lysander и сообщил о завербованных 11 тысячах человек.
В мае 1943 года Саттил предупредил де Бессака о наличии двойного агента — Анри Дерикура — в рядах сети «Scientist». 23 июня 1943 немцы разгромили сеть «Prosper-Physician», захватив Саттила вместе с рядом других агентов, а затем обрушили сеть «Scientist». Клод, его сестра Лиза и агент Николас Бодингтон успели сбежать из Франции, а до ноября 1943 года главой сети оставался Роже Ланд. В феврале 1944 года де Бессак был сброшен у Майенна с маврикийской командой (сестра Лиза, капитан Жан-Мари Рено-Дантиколь и радист Морис Луис Ларше). Клод организовал подпольную сеть в Нормандии от Кана до Лаваля, а после высадки в Нормандии примкнул к сети Джорджа Старра на юго-западе Франции.
Награждён орденом «За выдающиеся заслуги» (с планкой), Орденом Почётного легиона, французским Военным крестом Второй мировой войны.
Умер 22 декабря 1974 года в Экс-ан-Прованс.